# هیروکی آبه
هیروکی آبه (ژاپنی: 安部 裕葵؛ زادهٔ ۲۸ ژانویهٔ ۱۹۹۹) بازیکن فوتبال اهل ژاپن است که در پست وینگر چپ برای باشگاه بارسلونا اتلتیک و تیم ملی ژاپن بازی می‌کند.
وی همچنین در تیم ملی فوتبال زیر ۱۹ سال ژاپن بازی کرده‌است.